# Asphotrophia nainensis
Asphotrophia nainensis är en tvåvingeart som beskrevs av Grover 1963. Asphotrophia nainensis ingår i släktet Asphotrophia och familjen gallmyggor. Inga underarter finns listade i Catalogue of Life.